# Ximena Abarca
Pour les articles homonymes, voir Abarca.
María Ximena Abarca Tapia (née le 23 septembre 1981 à Santiago) est une chanteuse et actrice chilienne.

## Discographie

### Solo
- 2003 : Punto de partida
- 2005 : Provocación

### Avec Ruch
- 2008 : Ruch

## Filmographie

### Télévision

#### Émissions
- 2003 : Protagonistas de la música (Canal 13) - Elle-même/Participant - La Gagnant
- 2005/06 : Mekano (Mega) - Elle-même
- 2008 : HIT, la fiebre del karaoke (Canal 13) - Elle-même/Chanteuse

#### Télénovelas
- 2005 : EsCool (Mega) - Claudia Mondaca (Protagoniste)
- 2005 : Mitú (Mega) - Delia
- 2006 : Porky te amo (Mega) - Estrella Morales

### Sources
- (es) Cet article est partiellement ou en totalité issu de l’article de Wikipédia en espagnol intitulé « Ximena Abarca » (voir la liste des auteurs).